# Beforeigners
 (janvier 2021).
Beforeigners est une série télévisée norvégienne en douze épisodes d'environ 45 minutes créée par Anne Bjørnstad et Eilif Skodvin, produite Rubicon TV AS, réalisée par Jens Lien et diffusée depuis le 21 août 2019 sur HBO Nordic, puis sur HBO Max.
Les deux saisons sont diffusées sur RTS Un en Suisse du 12 juillet 2022 au 26 septembre 2022 . Elle est inédite dans tous les autres pays francophones.

## Synopsis
La série se déroule à Oslo, où des éclairs soudains de lumière apparaissent dans la baie de Bjørvika. Un grand nombre de personnes de différentes périodes du passé - l'âge de la pierre l'âge des Vikings et le XIXe siècle - apparaissent soudainement dans le présent. Le policier Lars Haaland (Nicolai Cleve Broch) et sa femme enceinte rencontrent pour la première fois des « tempo migrants », qui parlent le vieux norrois.
Environ dix ans plus tard, les « tempo-migrants » ont du mal à s'intégrer dans la société norvégienne moderne. Certaines des personnes du XIXe siècle ont trouvé du travail en tant que journalistes, employés de bureau et policiers, tandis que la plupart des vieux Scandinaves sont sans abri et dorment dans des parcs. Les Stone-Agers vivent aux abords et dans les forêts. De nombreux Norvégiens modernes perçoivent ces « réfugiés » comme un poids et un danger sur la société.

## Distribution
- Nicolai Cleve Broch (VF : Sébastien Hébrant) : Lars Haaland
- Krista Kosonen (VF : Valérie Muzzi) : Alfhildr Enginnsdóttir
- Ágústa Eva Erlendsdóttir : Urðr Sighvatsdóttir
- Eili Harboe : Ada / Trine Syversen
- Stig Henrik Hoff : Tommy / Thorir Hund
- Kyrre Haugen Sydness (no) : Gregers Nicolai Schweigaard
- Agnes Kittelsen (VF : Nathalie Hugo) : Marie Gran
- Ylva Bjørkås Thedin : Ingrid Haaland
- Oddgeir Thune (no) : Navn Ukjent
- Jóhannes Haukur Jóhannesson : Kalv Torbjørnsson
- Veslemøy Mørkrid (no) : Othilia
- Jeppe Beck Laursen (no) : Skjalg Egilsson
- Herbert Nordrum (no) (VF : Frédéric Meaux) : Holger Caspersen
- Tobias Santelmann (VF : Laurent Van Wetter) : Olav Digre
- Odd-Magnus Williamson (no) : Jeppe
- Mikkel Bratt Silset (no) : Voisin
- Stig Amdam (no) (VF : Olivier Cuvellier) : Harald Eriksen

## Production
En septembre 2020, HBO a confirmé que la série était renouvelée pour une deuxième saison.

## Épisodes

### Première saison (2020)
1. Épisode 1
2. Épisode 2
3. Épisode 3
4. Épisode 4
5. Épisode 5
6. Épisode 6

### Deuxième saison (2021)
1. Il est ici
2. En quête d'identité
3. Laissons parler le sang
4. Voyage dans le passé
5. Choc temporel
6. Faille temporelle

## Récompenses
La série a été nommée dans la catégorie « meilleure série dramatique » à la cérémonie des Gullruten 2020, devenant ainsi la première production de HBO à être nommée pour un Gullruten. Aux Norwegian Series Critics Awards en septembre 2020, la série a été nommée pour le « meilleur drame norvégien », tandis que Krista Kosonen a reçu une nomination pour la « meilleure actrice dans une série norvégienne ».